# Niveoscincus orocryptus
Niveoscincus orocryptus là một loài thằn lằn trong họ Scincidae. Loài này được Hutchinson, Schwaner & Medlock mô tả khoa học đầu tiên năm 1988.